# DEGAS
DEGAS i DEGAS Elite (Design & Entertainment Graphic Arts System) – edytory grafiki rastrowej stworzone przez Toma Hudsona dla kanadyjskiej firmy Batteries Included, zajmującej się sprzętem i oprogramowaniem. Edytor wykorzystywany był przez użytkowników komputerów Atari.

## Formaty plików
| Rozszerzenie | Rozdzielczość | Kolory     | Typ              |
| ------------ | ------------- | ---------- | ---------------- |
| *.pc1        | 320×200       | 16 kolorów | skompresowany    |
| *.pc2        | 640×200       | 4 kolorów  | skompresowany    |
| *.pc3        | 640×400       | 2 kolory   | skompresowany    |
| *.pi1        | 320×200       | 16 kolorów | nieskompresowany |
| *.pi2        | 640×200       | 4 kolorów  | nieskompresowany |
| *.pi3        | 640×400       | 2 kolory   | nieskompresowany |